# Agostino Barbarigo (almirante)
Agostino Barbarigo (1518 - 9 de outubro de 1571) foi um nobre veneziano, que, como um comandante experiente liderou a ala esquerda cristã durante a Batalha de Lepanto. Apesar de suas galés terem sido vitoriosas, foi mortalmente ferido por uma flecha no olho direito.

## A batalha de Lepanto
Na batalha de Lepanto, Agostino Barbarigo foi colocado no comando da ala esquerda da frota, suportando o primeiro confronto com a ala direita otomana, comandada pelo hábil Mehmed Siroco. No auge da batalha, Barbarigo levantou a viseira de seu capacete a fim de dar ordens com mais liberdade sendo atingido no olho por uma flecha inimiga. Continuou a lutar até que foi capaz, passando depois o comando para Federico Nani. Morreu dois dias depois da batalha, no dia 9 de outubro de 1571.